# Теменужка Павлевчева
Теменужка Павлевчева е български политик от БКП, кмет на Дупница. В досегашната история на града, тя е единствената жена кмет на Дупница.

## Биография
Теменужка Павлевчева е родена през 1925 година в село Смочево. Член е на БКП, доброволка в III гвардейски полк. Завършила висшия икономически институт. От 1969 година в продължение на две години е кмет на Дупница. През нейния мандат са завършени спортната зала и тютюневия комплекс. Врати отварят техникума по механо-електротехника и училището „Неофит Рилски“. Построено е лятното кино и първите три блока от новия ЖК „Бистрица“. Мандатът на Теменужка Павлевчева изтича през 1971 година. Умира през 1992 година.